# ناوپایان
ناوپایان (Scaphopoda) یکی از رده‌های جانوران نرم‌تن هستند.
ناوپایان دریازی هستند و حدود 350 گونه از آنها شناخته شده است. صدف آنها لوله‌ای شکل است که از هر دو طرف باز است.